# Pobudka
Pobudka – polska organizacja konspiracyjna o charakterze narodowym działająca w latach 1939–1944.
Pobudka została utworzona pod koniec 1939 r. w Warszawie przez kilku działaczy przedwojennego Ruchu Narodowo-Radykalnego „Falanga”. Byli to przede wszystkim inż. Samuel Kostrowicki, dr Jerzy Zański, Władysław Terlecki, dr Jerzy Hagmajer, adwokat Witold Rościszewski (komendant do aresztowania 6 kwietnia 1943, po nim tę funkcję pełnił Zański). Po pewnym czasie do organizacji przystąpili inni liderzy i ideolodzy RNR, jak Adolf Reutt, Wojciech Zaleski i Bolesław Piasecki oraz młodzi członkowie Grup Szkolnych RNR. Organem prasowym było pismo „Pobudka” (od 1939, redaktorem technicznym był Jerzy Hagmajer), „Głos Polski” (od 1942) i „Słowa Prawdy” (od 1943).
Pobudka prowadziła działalność propagandową i dywersyjną w Warszawie. Od 21 kwietnia 1940 r. wchodziła w skład Komitetu Porozumiewawczego Organizacji Niepodległościowych, który skupiał organizacje opozycyjne wobec Związku Walki Zbrojnej. Jednocześnie w tym okresie B. Piasecki i W. Rościszewski podjęli rozmowy z przedstawicielami innych pomniejszych organizacji konspiracyjnych o zjednoczeniu wysiłku konspiracyjnego. W rezultacie we wrześniu tego roku powstała Konfederacja Narodu, w której Pobudka współtworzyła pion polityczny na czele z B. Piaseckim. Natomiast pionem prasowo-wydawniczym KN kierował W. Rościszewski. Od marca 1941 r. Pobudka wchodziła też w skład Konfederacji Zbrojnej, początkowo wojskowego ramienia KN, a następnie samodzielnej organizacji.
Na początku 1942 r. większość działaczy Pobudki z W. Rościszewskim na czele podporządkowała się ZWZ-Armii Krajowej, zachowując autonomię. Współtworzyli oni m.in. Społeczną Organizację Samoobrony i Międzyorganizacyjne Porozumienie Pomocy Więźniom. Natomiast B. Piasecki wraz z częścią członków organizacji podjął samodzielną działalność w ramach KN.